# Куриэль, Рауль
Рауль Куриэль (исп. Raul Curiel; 6 декабря 1995, Тампико, Мексика) — мексиканский боксёр-профессионал выступающий в полусредней весовой категории (до 66.6 кг). Бронзовый призёр Центральноамериканских и Карибских игр (2014). Действующий чемпион Северной Америки по версии NABF (2021— н.в.) в полусреднем весе. 
Лучшая позиция по рейтингу BoxRec — 7-я (февраль 2020) и является 2-м среди канадских боксёров первой тяжёлой весовой категории, а по рейтингам основных международных боксёрских организаций: 4-ю строку WBC, 3-ю строку WBA, 4-ю строку IBF, 15-ю строку WBO— входя в ТОП - 10 лучших боксёров полусреднего веса.

## Любительская карьера
В декабре 2012 года стал серебряным призёром чемпионата мира среди юношей в лёгкой весовой категории (до 60 кг).

### World Series of Boxing2013/2014
Представлял команду «Mexico Guerreros». Выступал в лёгкой весовой категории (до 60 кг). 17 января 2014 года проиграл кубинцу Ласаро Альваресу.

### Центральноамериканские и Карибские игры 2014
Выступал в 1-й полусредней весовой категории (до 64 кг). В 1/8 финала победил Далтона Джорджа из Сент-Люсии. В четвертьфинале победил доминиканца Карлоса Адамеса. В полуфинале проиграл кубинцу Ясниэлю Толедо.

### World Series of Boxing 2015
Представлял команду «Mexico Guerreros». Выступал в 1-й полусредней весовой категории (до 64 кг). 16 января 2015 года победил украинца Владимира Матвийчука. 30 января 2015 года победил алжирца Ахмеда Будиафа. 14 февраля 2015 года проиграл кубинцу Ясниэлю Толедо. 26 февраля 2015 года победил британца Сэма Максвелла. 13 марта 2015 года победил марокканца Хамзу Эль Барбари. 28 марта 2015 года победил россиянина Виталия Дунайцева. 17 апреля 2015 года победил китайца Ян Цзюня. 6 мая 2015 года победил Заура Абдуллаева.

### Панамериканские игры 2015
Выступал в 1-й полусредней весовой категории (до 64 кг). В четвертьфинале проиграл бразильцу Жоэдисону Тейшейре.

### World Series of Boxing 2016
Представлял команду «Mexico Guerreros». Выступал в 1-й полусредней весовой категории (до 64 кг). 23 января 2016 года победил марокканца Абдельхака Аатакни. 18 февраля 2016 года проиграл британцу Пэту Маккормаку. 21 апреля 2016 года проиграл кубинцу Ясниэлю Толедо.

### Олимпийские игры 2016
Выступал в 1-й полусредней весовой категории (до 64 кг). В 1/16 финала должен был встретится с китайцем Ху Цяньсюнем. Куриэль не допущен до боя, так как не смог пройти медосмотр. Китайский спортсмен автоматически прошёл дальше.

## Профессиональная карьера
В феврале 2017 года подписал контракт с менеджером Фрэнком Эспиносой. Также заключил соглашение с промоутерской комапнией Golden Boy Promotions.
Дебютировал на профессиональном ринге 6 мая 2017 года, победив по очкам.
Тренировался у Мануэля Роблеса-младшего. В мае 2018 года начал работать с Фредди Роучем.
В мае 2025 года стал тренироваться у Роберто Гарсии.

## Статистика боёв
В таблице перечислены результаты всех поединков боксёров.
В каждой строке указан результат поединка. Дополнительно номер поединка обозначен цветом, который обозначает итог поединка. Расшифровка обозначений и цветов представлена в нижеследующей таблице.
| Пример | Расшифровка                     |
| ------ | ------------------------------- |
|        | Победа                          |
|        | Ничья                           |
|        | Поражение                       |
|        | Планируемый поединок            |
|        | Поединок признан несостоявшимся |
| КО     | Нокаут                          |
| ТКО    | Технический нокаут              |
| PTS    | Решение судей (по очкам)        |
| UD     | Единогласное решение судей      |
| MD     | Решение большинства судей       |
| SD     | Раздельное решение судей        |
| RTD    | Отказ от продолжения боя        |
| DQ     | Дисквалификация                 |
| NC     | Поединок признан несостоявшимся |

| Бой | Дата             | Соперник                      | Место проведения                                      | Результат | Примечание |
| --- | ---------------- | ----------------------------- | ----------------------------------------------------- | --------- | --- |
| 16  | 14 декабря 2024  | Алексис Роча (25-2)           | Toyota Arena, Онтэрио, Калифорния, США                | MD12 (12) | Титулы NABF (6-я защита Куриэля) и WBO NABO (6-я защита Рочи) в полусреднем весе. Счёт: 112-116 и 114-114 (дважды). |
| 15  | 27 апреля 2024   | Хорхе Маррон-младший (20-4-2) | Save Mart Center, Фресно, Калифорния, США             | KO1 (10)  | Защитил титул NABF в полусреднем весе (5-я защита Куриэля).                                                         |
| 14  | 6 января 2024    | Элиас Диас (12-1)             | Virgin Hotels Las Vegas, Лас-Вегас, Невада, США       | TKO8 (10) | Защитил титул NABF в полусреднем весе (4-я защита Куриэля).                                                         |
| 13  | 7 сентября 2023  | Кортни Пеннингтон (17-6-3)    | Fantasy Springs Resort Casino, Индио, Калифорния, США | KO10 (10) | Защитил титул NABF в полусреднем весе (3-я защита Куриэля).                                                         |
| 12  | 17 декабря 2022  | Брэд Соломон (29-5)           | Commerce Casino, Коммерс, Калифорния, США             | KO2 (10)  | Защитил титул NABF в полусреднем весе (2-я защита Куриэля).                                                         |
| 11  | 18 декабря 2021  | Кендо Кастанеда (17-4)        | Фрост Бэнк-центр, Сан-Антонио, Техас, США             | KO7 (10)  | Защитил титул NABF в полусреднем весе (1-я защита Куриэля).                                                         |
| 10  | 19 июня 2021     | Фердинанд Керобян (14-1)      | Don Haskins Center, Эль-Пасо, Техас, США              | KO9 (10)  | Завоевал вакантный титул NABF в полусреднем весе.                                                                   |
| 9   | 2 января 2021    | Рамсес Агатон (22-12-3)       | Американ Эйрлайнс-центр, Даллас, Техас, США           | TKO2 (8)  | |
| 8   | 24 октября 2019  | Джереми Рамос (11-7)          | Fantasy Springs Resort Casino, Индио, Калифорния, США | KO7 (8)   | |
| 7   | 22 августа 2019  | Альфонсо Блэк (8-6-1)         | Fantasy Springs Resort Casino, Индио, Калифорния, США | KO6 (6)   | |
| 6   | 25 апреля 2019   | Эндрю Роджерс (4-6-1)         | Fantasy Springs Resort Casino, Индио, Калифорния, США | RTD2 (6)  | |
| 5   | 13 сентября 2018 | Райан Пино (8-2)              | Hard Rock Hotel and Casino, Лас-Вегас, Невада, США    | UD6 (6)   | Счёт: 60-54 (все).                                                                                                  |
| 4   | 6 июля 2018      | Деметриус Уилсон (2-7)        | Belasco Theater, Лос-Анджелес, Калифорния, США        | KO2 (6)   | |
| 3   | 22 марта 2018    | Куантавиус Грин (1-1-1)       | Fantasy Springs Resort Casino, Индио, Калифорния, США | KO2 (6)   | Грин два раза в нокдауне во 2-м раунде.                                                                             |
| 2   | 14 декабря 2017  | Исраэль Вильела (6-7)         | Fantasy Springs Resort Casino, Индио, Калифорния, США | KO4 (4)   | Вильела в нокдауне в 3-м и 4-м раундах.                                                                             |
| 1   | 6 мая 2017       | Хесус Санчес Кирос (1-1-2)    | Ти-Мобайл Арена, Парадайс, Невада, США                | MD4 (4)   | Счёт: 38-38 и 40-36 (дважды).                                                                                       |
| Бой | Дата             | Соперник                      | Место проведения                                      | Результат | Примечание |

## Титулы и достижения

### Любительские
- 2012  Серебряный призёр чемпионата мира среди юношей в лёгком весе (до 60 кг).
- 2014  Бронзовый призёр Центральноамериканских и Карибских игр в 1-м полусреднем весе (до 64 кг).

### Профессиональные
- Титул NABF в полусреднем весе (2021—н. в.).